# Paschalis Soedita Hardjasoemarta
Paschalis Soedita Hardjasoemarta MSC (* 31. März 1929 in Wonosobo; † 23. Mai 1999) war ein indonesischer Ordensgeistlicher und römisch-katholischer Bischof von Purwokerto.

## Leben
Paschalis Soedita Hardjasoemarta trat der Ordensgemeinschaft der Herz-Jesu-Missionare bei und empfing am 2. September 1956 das Sakrament der Priesterweihe.
Am 17. Dezember 1973 ernannte ihn Papst Paul VI. zum Bischof von Purwokerto. Der Erzbischof von Semarang, Justinus Kardinal Darmojuwono, spendete ihm am 6. März 1974 in der Kathedrale Christ the King in Purwokerto die Bischofsweihe; Mitkonsekratoren waren der Erzbischof von Jakarta, Leo Soekoto SJ, und der emeritierte Bischof von Purwokerto, Guillaume Schoemaker MSC. Paschalis Soedita Hardjasoemarta wählte den Wahlspruch Non mea sed tua voluntas („Nicht mein, sondern dein Wille“).